# Śmiertelna wyliczanka
Śmiertelna wyliczanka (tytuł oryginalny Murder by Numbers) – amerykański film fabularny z 2002 roku w reżyserii Barbeta Schroedera.

## Obsada
- Sandra Bullock - Cassie Mayweather
- Ben Chaplin - Sam Kennedy
- Ryan Gosling - Richard Haywood
- Michael Pitt - Justin Pendleton
- Agnes Bruckner - Lisa
- Chris Penn - Ray
- R.D. Call - Rod
- Tom Verica - Al Swanson
- Michel Paulson - Lisa
- Janni Brenn - Pani Elder
- Michael Canavan - Pan Chechi
- Krista K. Carpenter - Olivia Lake
- Adilah Barnes - Technik laboratoryjny
- Jim Jansen - Prawnik
- Sharon Madden - Pielęgniarka
- Nancy Osborne - Matka Richarda
- Christine Healy - Matka Justina
- John Vickery - Menadżer restauracji
- Joe La Piana - Agent FBI
- Michael Samluk - Carl Hudson